# アプリケーションリリース自動化
アプリケーションリリース自動化（アプリケーションリリースじどうか、英語: Application-release automation、略称: ARA）は、さまざまな環境で最終的には本番環境にいたるアプリケーションのパッケージングとデプロイや、デプロイによるアップデートを行うプロセスを意味する。アプリケーションリリース自動化のソリューションには、デプロイ自動化、環境管理とモデリング、リリース調整の機能が必須である。

## DevOpsとの関係
アプリケーションリリース自動化のツールは、自動化の組み合わせ、環境のモデル化、ワークフロー管理機能などにより、DevOpsのベストプラクティスの文化を広げる助けとなる。これらのプラクティスはチームがソフトウェアを高速で、信頼でき、責任を持ってデリバリする助けとなる。アプリケーションリリース自動化ツールは、大規模なリリースを高速に行うための継続的デリバリを実装するという、DevOpsの主な目標を達成することができる。

## デプロイとの関係
アプリケーションリリース自動化は、単なるソフトウェアデプロイメント自動化以上のものであり、構造化されたリリース自動化技術を用いるアプリケーションをデプロイするものであり、これにより、チーム全体のリリースに対する可視性が向上する。アプリケーションリリース自動化は、ワークロード自動化とリリース管理ツールを組み合わせ、リリースパッケージとの関連付けを行いながら、異なる環境からDevOpsパイプラインへリソースを移動する。アプリケーションリリース自動化ツールは、デプロイの調整、環境の作成とデプロイ方法、リリースのデプロイ方法と時期を制御するのを助けてくれる。

## アプリケーションリリース自動化のソリューション
GartnerとForresterは、アプリケーションリリース自動化ツールのリストを、それぞれARA Magic QuadrantとWave Reportsの中で公開している。すべてのアプリケーションリリース自動化のソリューションは、自動化、環境のモデル化、リリースの調整機能を持たなければならない。さらに、ソリューションはこの機能を他のツールに依存せずに提供しなければならない。
| ソリューション                                                | 開発者            |
| ------------------------------------------------------------- | ----------------- |
| BuildMaster                                                   | Inedo             |
| CA Release Automation and Automic                             | CA Technologies   |
| DeployHub                                                     | OpenMake Software |
| Deployment Automation (formerly Serena Deployment Automation) | Micro Focus       |
| ElectricFlow                                                  | Electric Cloud    |
| Hybrid Cloud Management (Ultimate Edition)                    | Micro Focus       |
| IBM UrbanCode Deploy                                          | IBM               |
| Puppet Enterprise                                             | Puppet            |
| Release Lifecycle Management                                  | BMC Software      |
| Visual Studio Release Management                              | Microsoft         |
| XL Deploy & XL Release                                        | XebiaLabs         |